# Akademiska orkestern
Akademiska orkestern är en orkester som verkar bland Åbo Akademis studenter. 
Åren 1928–1937 var verksamheten sporadisk. Från 1937 hör orkestern till verksamhetsområdet för musikläraren, sedermera musiklektorn, vid akademin. Dirigenter har varit John Rosas (1937–1955), Gottfrid Gräsbeck (1955–1990) och Sauli Huhtala (från 1991).